# 立陶宛天主教會

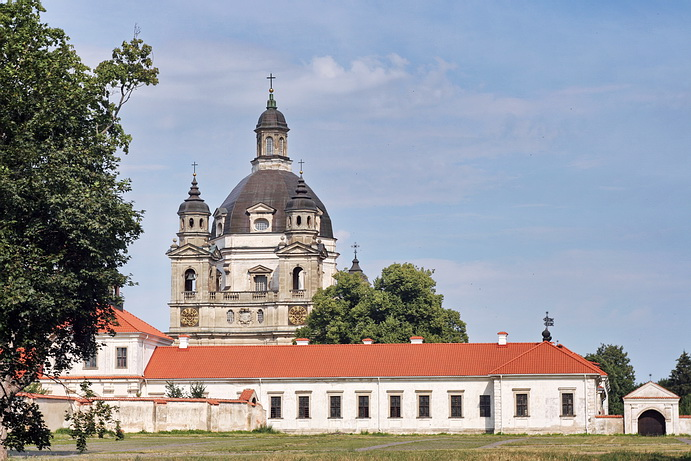
帕塞斯利斯修道院

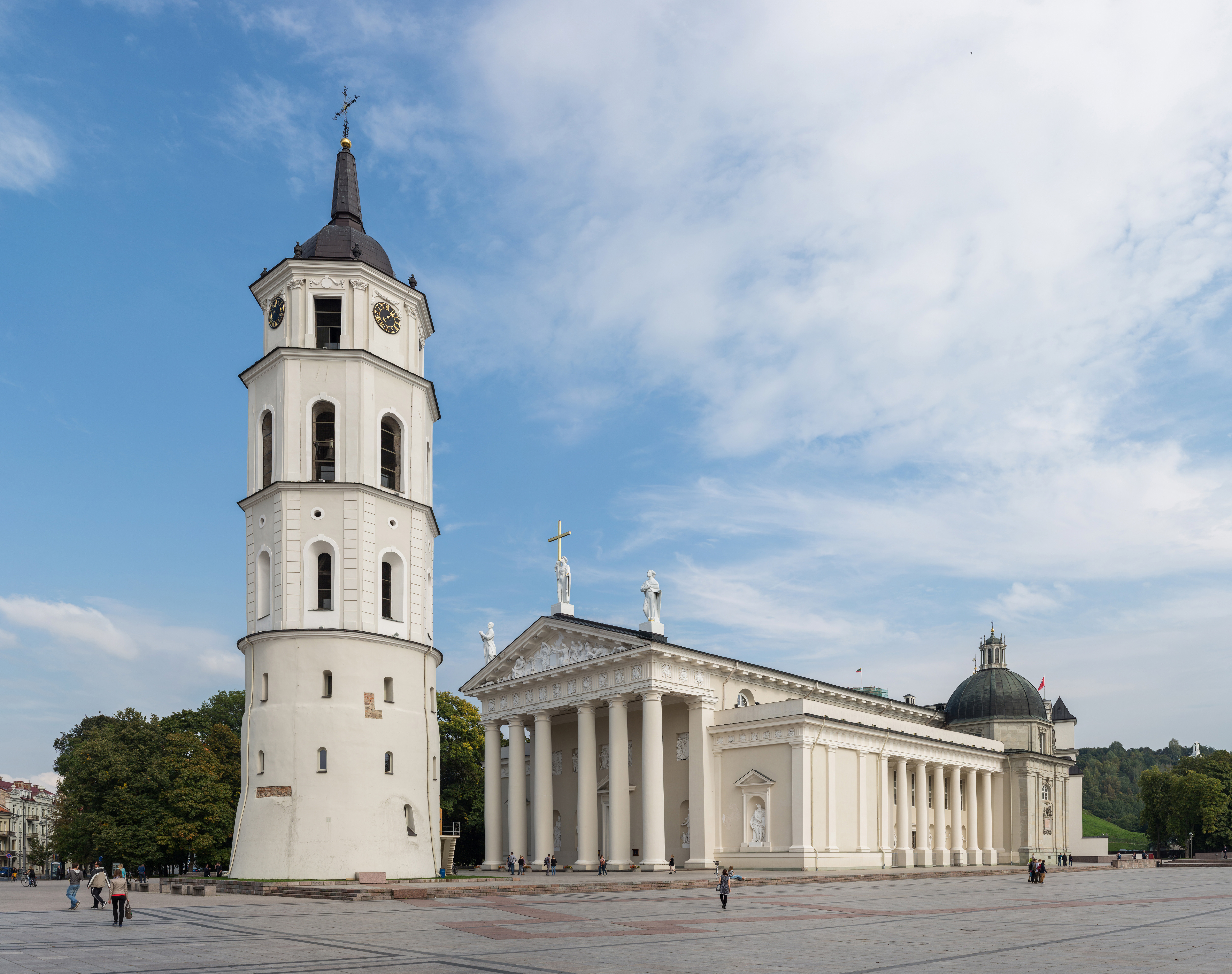
維爾紐斯主教座堂

立陶宛天主教會為立陶宛的天主教會。立陶宛為波羅的海三國中天主教徒比例最高者，2002年統計共有約79%的人口（約200萬人）為天主教徒，全國共有2個總教區，其中考那斯總教區下轄希奧利艾教區、特爾希艾教區與維爾卡維什基斯教區，維爾紐斯總教區下轄凱希亞多里斯教區與帕涅韋日斯教區，另外還有立陶宛軍中教長區。2007年統計全國共有779名神父，分別歸屬677個堂區。
1387年立陶宛本部由立陶宛大公雅蓋沃主導基督化，1413年萨莫吉希亚也被基督化，此後天主教便為立陶宛的主要宗教。蘇聯時期許多天主教教士與修女領導反蘇抵抗運動，他們在1972年至1989年出版《立陶宛天主教會記事》，紀錄當局對教會的迫害以及其他侵犯人權的行為，立陶宛北部的十字架山即為和平抵抗的象徵，蘇聯政府曾數次嘗試以挖土機將其破壞。
聖加西彌祿是唯一被封聖的立陶宛人，為立陶宛與該國青年的主保聖人。20世紀初的維爾紐斯主教尤爾吉斯·馬圖拉蒂斯-馬圖列維休斯（1871–1927）於1987年受宣福禮。